# Bad Zell
Bad Zell település Ausztriában, Felső-Ausztria tartományban, a Freistadti járásban, területe 45,5 km².

## Fekvése
Tengerszint feletti magassága 515 méter. Bad Zell Gutau, Schönau im Mühlkreis, Pierbach, Rechberg, Windhaag bei Perg, Allerheiligen im Mühlkreis és Tragwein településekkel határos.

## Népesség
Lakosainak száma 2919 fő (2018. január 1.).